# Федор ден Гертоґ
Федор ден Гертоґ (нід. Fedor den Hertog, 20 квітня 1946 — 12 лютого 2011) — нідерландський велогонщик.
Олімпійський чемпіон 1968 року в роздільній командній гонці, учасник 1972 року.